# Emoia erronan
Emoia erronan — вид сцинкоподібних ящірок родини сцинкових (Scincidae). Ендемік Вануату.

## Поширення і екологія
Emoia erronan мешкають на островах Футуна і Аніва в архіпелазі Нові Гебриди. Вони живуть у первинних і вторинних тропічних лісах, на висоті до 670 м над рівнем моря. Відкладають яйця.

## Збереження
МСОП класифікує цей вид як вразливий. Emoia erronan може загрожувати знищення природного середовища.